# Roser Ponsati i Capdevila
Roser Ponsati i Capdevila (Barcelona, 11 de novembre de 1930) és una mestra, treballadora social i esportista catalana.

## Família
Roser Ponsati és filla de Josep Ponsati Solà (1889-1946), nascut a Barcelona, i forner d'ofici, i Josepa Capdevila i Cors. És germana de Maria del Carme Ponsati, neboda de Nemesi Ponsati, tia de Clara Ponsatí i d'Agnès Ponsati i tia valenciana de Josep Maria Sala.

## Biografia
Roser Ponsati va néixer en una època en què el binomi esport–dona era un signe de modernitat. Va rebre la influència del seu oncle, Nemesi Ponsati, pedagog i dirigent esportiu. La seva primera etapa educativa es va veure marcada per la Guerra Civil, en què els bombardejos a Barcelona, els canvis de domicili i una dura postguerra van dibuixar un trist panorama. En morir el seu pare l'any 1946, es va veure obligada treballar al forn familiar al carrer del Carme número 7 de Barcelona i va haver d'aturar una formació que havia iniciat a la Cultura de la dona i en acadèmies d'idiomes per continuar-la més endavant. El seu caràcter fort i decidit la va empènyer a estudiar per exercir com a mestra de parvulari, i va treballar a l'escola Avillar Chavorros de Can Tunis, on va néixer la seva vocació com a treballadora social, títol que va obtenir amb quaranta-sis anys. Primer va exercir al barri de barraques i després a l'Escola-Viver Castell de Sant Foix, a Martorelles, un centre d'educació especial.
Com a membre del Club Natació Barcelona (CNB), ha practicat la natació des dels vuit anys, i també el tennis, l'esquí, l'alpinisme, el submarinisme i la vela. Com a activista, ha lluitat pels drets de la dona en l'àmbit esportiu. Així, el 1985 va aconseguir que el Club Natació Barcelona canviés els estatuts i les dones en fossin sòcies de dret. Ha estat mare de set fills, membre del Consell de Dones del Districte de Sarrià-Sant Gervasi i també del grup de Dones «Fem», del qual fou impulsora, presidenta de l'«Equip 65», «assistents socials jubilats». Ponsati també va col·laborar al llibre Dones de Sarrià-Sant Gervasi. Itineraris històrics, que recull l'empremta poc coneguda però fonamental que diverses dones han deixat al districte de Sarrià-Sant Gervasi.
És la sòcia/soci número 19 del Club Natació Barcelona (CNB). El seu carnet és del 20 de juny de 1939.

## Reconeixements
- L'any 2006 va rebre el premi Dona i Esport Mireia Tapiador.[1][4]
- El 2012 el districte de Sarrià-Sant Gervasi li va concedir la Medalla de la Dona en reconeixement de la trajectòria esportiva d'aquesta veïna de Sarrià, així com la seva participació activa al barri.[3][4] La distinció es va entregar amb motiu del Dia Internacional de la Dona.[2]